# 8. ceremonia wręczenia Oscarów
8. ceremonia rozdania Oscarów odbyła się 5 marca 1936 roku w Hotelu Biltmore w Los Angeles. Mistrzem ceremonii był Frank Capra.

## Laureaci i nominowani
Dla wyróżnienia zwycięzców poszczególnych kategorii, napisano ich pogrubioną czcionką oraz umieszczono na przedzie (tj. poza kolejnością nominacji na oficjalnych listach).

### Najlepszy Film
- wytwórnia: Metro-Goldwyn-Mayer − Bunt na Bounty
- wytwórnia: RKO Radio Pictures − Potępieniec
- wytwórnia: Cosmopolitan Productions − Kapitan Blood
- wytwórnia: RKO Radio Pictures − Alice Adams
- wytwórnia: Metro-Goldwyn-Mayer − Broadway Melody of 1936
- wytwórnia: Metro-Goldwyn-Mayer − David Copperfield
- wytwórnia: 20th Century Fox − Nędznicy
- wytwórnia: Paramount Pictures − Bengali
- wytwórnia: Warner Bros. − Sen nocy letniej
- wytwórnia: Metro-Goldwyn-Mayer − Kapryśna Marietta
- wytwórnia: Paramount Pictures − Arcylokaj
- wytwórnia: RKO Radio Pictures − Panowie w cylindrach

### Najlepszy Aktor
- Victor McLaglen − Potępieniec
- Charles Laughton − Bunt na Bounty
- Clark Gable − Bunt na Bounty
- Franchot Tone − Bunt na Bounty

nominacja nieoficjalna:
- Paul Muni − Black Fury

### Najlepsza Aktorka
- Bette Davis − Kusicielka
- Katharine Hepburn − Alice Adams
- Elisabeth Bergner − Nie odchodź ode mnie
- Claudette Colbert − Prywatne światy
- Miriam Hopkins − Becky Sharp
- Merle Oberon − Czarny anioł

### Najlepszy Reżyser
- John Ford − Potępieniec
- Henry Hathaway − Bengali
- Frank Lloyd − Bunt na Bounty

nominacja nieoficjalna:
- Michael Curtiz − Kapitan Blood

### Najlepsze Materiały do Scenariusza
- Ben Hecht i Charles MacArthur − The Scoundrel
- Moss Hart − Broadway Melody of 1936
- Don Hartman i Stephen Avery − The Gay Deception

nominacja nieoficjalna:
- Gregory Rogers − Agenci policji śledczej

### Najlepszy Scenariusz Adaptowany
- Dudley Nichols − Potępieniec[1]
- Jules Furthman, Talbot Jennings i Carey Wilson − Bunt na Bounty
- Waldemar Young, John L. Balderston i Achmed Abdullah (scenariusz) oraz Grover Jones i William Slavens McNutt (adaptacja) − Bengali

nominacja nieoficjalna:
- Casey Robinson − Kapitan Blood

### Najlepsze Zdjęcia
- Hal Mohr − Sen nocy letniej[2]
- Gregg Toland − Nędznicy
- Victor Milner − Wyprawy krzyżowe
- Ray June − Barbary Coast

### Najlepsza Scenografia i Dekoracja Wnętrz
- Richard Day − Czarny anioł
- Van Nest Polglase i Carroll Clark − Panowie w cylindrach
- Hans Dreier i Roland Anderson − Bengali

### Najlepszy Dźwięk
- MGM Studio Sound Department, szef studia: Douglas Shearer − Kapryśna Marietta
- Warner Bros.−First National Studio Sound Department, szef studia: Nathan Levinson − Kapitan Blood
- Paramount Studio Sound Department, szef studia: Franklin Hansen − Bengali
- Universal Studio Sound Department, szef studia: Gilbert Kurland − Narzeczona Frankensteina
- United Artists Studio Sound Department, szef studia: Thomas T. Moulton − Czarny anioł
- RKO Radio Studio Sound Department, szef studia: Carl Dreher − Śmiałe marzenia
- Columbia Studio Sound Department, szef studia: John Livadary − Kochaj mnie zawsze
- Republic Sound Department − 1,000 Dollars a Minute
- 20th Century−Fox Studio Sound Department, szef studia: E.H. Hansen − Thanks a Million

### Najlepsza Piosenka
- „Lullaby of Broadway” − Golddiggers of 1935 − muzyka: Harry Warren, słowa: Al Dubin
- „Cheek to Cheek” − Panowie w cylindrach − muzyka i słowa: Irving Berlin
- „Lovely to Look At” − Roberta − muzyka: Jerome Kern, słowa: Dorothy Fields i Jimmy McHugh

### Najlepsza Muzyka
- RKO Radio Pictures Studio Music Department, szef studia: Max Steiner, muzyka: Max Steiner − Potępieniec
- MGM Studio Music Department, szef studia: Nat W. Finston, muzyka: Herbert Stothart − Bunt na Bounty
- Paramount Studio Music Department, szef studia: Irwin Talbot, muzyka: Ernst Toch − Peter Ibbetson

nominacja nieoficjalna:
- Warner Bros.−First National Studio Music Department, szef studia: Leo Forbstein, muzyka: Erich Wolfgang Korngold − Kapitan Blood

### Najlepszy Montaż
- Ralph Dawson − Sen nocy letniej
- Margaret Booth − Bunt na Bounty
- George Hively − Potępieniec
- Robert J. Kern − David Copperfield
- Barbara McLean − Nędznicy
- Ellsworth Hoagland − Bengali

### Najlepszy Asystent Reżysera
- Clem Beauchamp i Paul Wing − Bengali
- Sherry Shourds − Sen nocy letniej
- Joseph M. Newman − David Copperfield

nominacja nieoficjalna:
- Eric Stacey − Nędznicy

### Najlepszy Reżyser Numeru Tanecznego
- Dave Gould − „I've Got a Feeling You're Fooling” z filmu Broadway Melody of 1936 i „Straw Hat” z filmu Folies Bergère de Paris
- Hermes Pan − „Piccolino” i „Top Hat, White Tie, and Tails” z filmu Panowie w cylindrach
- Busby Berkeley − „Lullaby of Broadway” i „The Words Are in My Heart” z filmu Golddiggers of 1935
- Bobby Connolly − „Latin from Manhattan” z filmu Go Into Your Dance i „Playboy from Paree” z filmu Broadway Hostess
- Sammy Lee − „Lovely Lady” i „Too Good to Be True” z filmu Król burleski
- LeRoy Prinz − „Elephant Number − It's the Animal in Me” z filmu The Big Broadcast of 1936 i „Viennese Waltz” z filmu All the King’s Horses
- Benjamin Zemach − „Hall of Kings” z filmu Ona

### Najlepszy Krótkometrażowy Film Animowany
- Walt Disney − Three Orphan Kittens (z serii Silly Symphonies)
- Walt Disney − Who Killed Cock Robin? (z serii Silly Symphonies)
- Harman−Ising Pictures − The Calico Dragon (z serii Happy Harmonies)

### Najlepszy Krótkometrażowy Film Komediowy
- Jack Chertok − How to Sleep
- Jules White − Oh, My Nerves (z cyklu Broadway Comedies)
- Hal Roach − Tit for Tat (z cyklu Laurel and Hardy)

### Najlepsza Krótkometrażowa Nowela
- Educational − Wings Over Mt. Everest
- Pete Smith − Audioscopiks
- Universal Studios − Camera Thrills

### Oscary honorowe i specjalne
- D.W. Griffith − za całokształt twórczości reżyserskiej

### Nagrody Naukowe i Techniczne

#### Klasa II
- Agfa Ansco Corporation − za prace przy rozwoju filmu Agfa
- Eastman Kodak − za prace przy rozwoju Eastman Pola-Screen

#### Klasa III
- Metro-Goldwyn-Mayer – za rozwój i wprowadzenie nowego systemu przetwarzania wydruków
- William A. Mueller z Warner Bros.−First National Studio Sound Department – za metodę dubbingu, w której poziom dialogu automatycznie kontroluje poziom dźwięku muzyki i efektów dźwiękowych
- Mole−Richardson Company − za rozwój lamp „Solarspot”
- Douglas Shearer i MGM Studio Sound Department – za automatyczny system sterowania kamer, urządzeń rejestrujących dźwięk i urządzenia pomocnicze
- Electrical Research Products Inc. − za badania i rozwój sprzętu do analizy i pomiaru drgania taśmy filmowej za pomocą mechaizmów stosowanych w rejestracji i odtwarzaniu dźwięku
- Paramount Pictures − za rozwój i budowę maszyny Paramount
- Nathan Levinson, szef oddziału nagrywania Warner Bros.−First National Studio − za metodę zwiększenia zasięgu dźwięku nagranego w filmach